# Sei gesegnet ohne Ende
Sei gesegnet ohne Ende, též známá jako Kernstock-Hymne, je píseň v německém jazyce, která byla od roku 1929 do roku 1938 státní hymnou Rakouska. Slova napsal Ottokar Kernstock a zpívala se na známý nápěv císařské rakouské hymny „Gott erhalte Franz den Kaiser“ Josepha Haydna, později známé jako nápěv „Deutschlandlied“, jež je od roku 1922 státní hymnou Německa.

## Historie
První, ale neoficiální, hymnou první rakouské republiky se stala píseň Deutschösterreich, du herrliches Land. Vlastenecká píseň, kterou v roce 1920 napsal Karl Renner a zhudebnil Wilhelm Kienzl, nemohla úspěšně konkurovat někdejší císařské hymně a zejména její slavné melodii od Josepha Haydna.
V roce 1929 byla zavedena nová hymna, která se zpívala na tento populární nápěv. Text pocházel z roku 1920 od Ottokara Kernstocka. Třetí sloka byla nicméně z oficiálního statutu státní hymny vyňata. Píseň se používala jak v první republice, tak v Rakouském státě, avšak v roce 1938, kdy se Rakousko připojilo k Německé říši, se stala zastaralou.
Nebyl to jediný návrh na novou rakouskou hymnu. Anton Wildgans požádal Richarda Strausse, aby zhudebnil jednu z jeho básní Österreichisches Lied. Přestože tak Strauss učinil, hudba k básni se nestala populární. Zde jsou úryvky básně:
```
Wo sich der ewige Schnee
Spiegelt im Alpensee,
Sturzbach am Fels zerstäubt, […]
Österreich heißt das Land!
Da er’s mit gnädiger Hand
Schuf, und so reichbegabt,
Gott hat es liebgehabt!
[
3
]
```

Zavedení Kernstockhymne vedlo fakticky k chaosu, protože každý zpíval na stejnou melodii jiný text v závislosti na svém politickém postoji. Vídeňská školní rada nařídila, že se má zpívat Deutschland über alles, ministerstvo školství požadovalo, aby všichni zpívali Kernstockhymne. V důsledku toho lidé zpívali hymnu, která odpovídala jejich osobním politickým názorům: bývalou císařskou hymnu, Kernstockhymne nebo Deutschlandlied, což často vedlo k nesouladu při veřejném zpěvu.
S rokem 1936 se stalo zvykem zpívat jako součást státní hymny také Lied der Jugend a uctít tak památku zavražděného kancléře Engelberta Dollfusse.
Protože si Kernstockhymne nikdy nezískala oblibu, nebyl po druhé světové válce učiněn žádný pokus o její znovuzavedení jako státní hymny.